# Yves Ullens
Pour les articles homonymes, voir Ullens.
 (octobre 2022).
 (octobre 2022).
Il peut être nécessaire de l'améliorer pour respecter le principe de neutralité de point de vue. Veuillez consulter la page de discussion pour plus de détails.

 (octobre 2022).
La mise en forme du texte ne suit pas les recommandations de Wikipédia : il faut le « wikifier ».
Les points d'amélioration suivants sont les cas les plus fréquents. Le détail des points à revoir est peut-être précisé sur la page de discussion.
- Les titres sont pré-formatés par le logiciel. Ils ne sont ni en capitales, ni en gras.
- Le texte ne doit pas être écrit en capitales (les noms de famille non plus), ni en gras, ni en italique, ni en « petit »…
- Le gras n'est utilisé que pour surligner le titre de l'article dans l'introduction, une seule fois.
- L'italique est rarement utilisé : mots en langue étrangère, titres d'œuvres, noms de bateaux, etc.
- Les citations ne sont pas en italique mais en corps de texte normal. Elles sont entourées par des guillemets français : « et ».
- Les listes à puces sont à éviter, des paragraphes rédigés étant largement préférés. Les tableaux sont à réserver à la présentation de données structurées (résultats, etc.).
- Les appels de note de bas de page (petits chiffres en exposant, introduits par l'outil «  Source ») sont à placer entre la fin de phrase et le point final[comme ça].
- Les liens internes (vers d'autres articles de Wikipédia) sont à choisir avec parcimonie. Créez des liens vers des articles approfondissant le sujet. Les termes génériques sans rapport avec le sujet sont à éviter, ainsi que les répétitions de liens vers un même terme.
- Les liens externes sont à placer uniquement dans une section « Liens externes », à la fin de l'article. Ces liens sont à choisir avec parcimonie suivant les règles définies. Si un lien sert de source à l'article, son insertion dans le texte est à faire par les notes de bas de page.
- La présentation des références doit suivre les conventions bibliographiques. Il est recommandé d'utiliser les modèles {{Ouvrage}}, {{Chapitre}}, {{Article}}, {{Lien web}} et/ou {{Bibliographie}}. Le mode d'édition visuel peut mettre en forme automatiquement les références.
- Insérer une infobox (cadre d'informations à droite) n'est pas obligatoire pour parachever la mise en page.

Pour une aide détaillée, merci de consulter Aide:Wikification.
Si vous pensez que ces points ont été résolus, vous pouvez retirer ce bandeau et améliorer la mise en forme d'un autre article.
Yves Ullens, né le 19 décembre 1960 à Bruxelles (Belgique), est un artiste photographe belge. Il vit et travaille à Bruxelles. 

## Biographie
Né en 1960 à Bruxelles, Yves Ullens grandit dans une famille de collectionneurs.
En parallèle à son cursus scolaire, il suit des cours d'art et de photographie à la St. Georges School à Newport, Rhode Island (États-Unis), avec Phil Dickinson (architecte de formation) et Sal Lopes (photographe) en 1978.
Dans les années 1980, il installe un labo photo chez sa grand-mère, Marie-Thérèse Ullens de Schooten, archéologue, cinéaste, conférencière et photographe, qui lui transmet le goût des images.
Il est licencié en sciences économiques appliquées de l'Institut d'Administration et de Gestion (Louvain School of Management) à Louvain-la-Neuve et licencié spécial en marketing à l'Université de Gand (UGent).
Après ses études universitaires, il travaille dans le domaine du marketing et de la vente à Bruxelles pendant 20 ans (chez Unilever, Degroof Petercam, Proximus...).
À l'âge de 40 ans, Yves Ullens quitte sa carrière professionnelle de marketing pour se lancer dans une voie artistique, en tant que photographe de la lumière et de la couleurs. Il prend le nom d’artiste « Traqueur de Lumières ».

## Inspirations
Le regard d’Yves Ullens a été sensibilisé très jeune à l’art grâce à la collection de ses parents. Ses photographies ont toujours un rapport plus ou moins proche à la peinture, à des mouvements artistiques ou bien à des artistes qu’il admire.

## Œuvres

### Photographies

#### LikeAPainting
En 2019, Yves Ullens commence à peindre à l'acrylique. Photographe dans l’âme avant tout, il décide par la suite de photographier ses œuvres peintes.

#### Pictorial
La série de photographie appelée Pictorial est un corpus d’œuvres développé avec des nuances de couleurs proches de la palette du peintre. Les photographies picturales se rapprochent du mouvement que l'on retrouve dans l'expressionnisme abstrait.

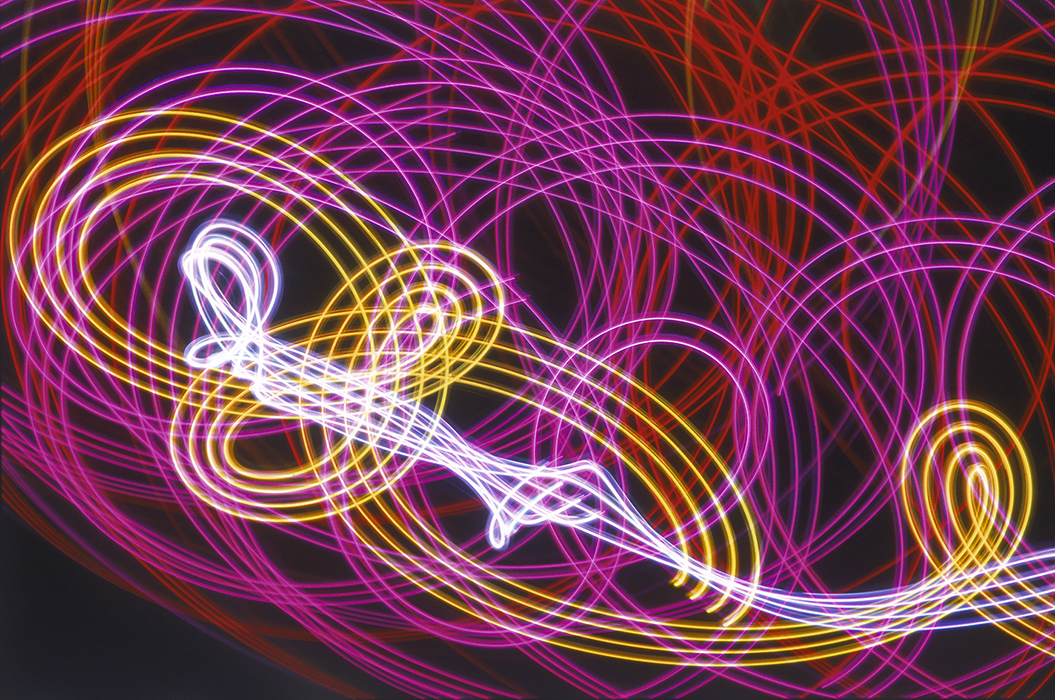
The Bright Universe #1, Bruxelles (Belgique), 2006.

#### Kinetic
Les effets obtenus par le mouvement et la danse de l’appareil photo lors de la prise de vue permettent à l’artiste de travailler sur le mouvement de la lumière. Les sources de lumière et le jeu des reflets rendus par le sujet provoquent une expérience visuelle proche de l'art cinétique et des expérimentations de Laszlo Moholy-Nagy.

#### Optical
Alors que les photographiques abstraites d’Yves Ullens sont toutes réalisées pendant la prise de vue, cette série, commencée en 2014, part de photographies existantes qui sont ensuite manipulées par ordinateur en référence aux effets visuels de l'Op Art (art optique). Le résultat est ici maîtrisé pour obtenir un rendu visuel graphique basé sur l'illusion d'optique. Cette nouvelle exploration artistique permet d'accentuer la vibration de la couleur et de la lumière, de structurer des formes plus géométriques, en renforçant la sensation de mouvement et en enrichissant l'expérience visuelle du spectateur.

#### Urban Traces
Cette série s'inscrit dans la continuité de la recherche de l’artiste sur l'abstraction, en s'intéressant notamment aux effets de structures, de textures et de couleurs issus de l'environnement urbain. Elle se compose d'un ensemble d'images détaillées de passages pour piétons ou de marquages au sol des villes du monde entier. Dans cette série, l'abstraction n'est plus obtenue par le mouvement de la caméra mais par le sujet lui-même.

#### Pure Nature
Toutes les photographies de la série Pure Nature ont été prises dans la forêt de Soignes,  située à Bruxelles, en Belgique.

### Installations et commandes
À partir de 2011, l’artiste explore de nouvelles techniques pour réaliser des photo-installations monumentales : Metamorphosis au siège de la BKCP à Bruxelles en 2011 et Crescend’O au siège de la Beobank à Bruxelles en 2013. Il crée également une installation multimédia : Triple Harmony pour la salle du conseil d’administration de RTL à Bruxelles en 2015.

### Sculptures
Il crée nouvelle technique photographique appelée le ChromaLuxe® lui permet de créer des œuvres photographiques en volume.
En 2013, il réalise sa première sculpture pour l’extérieur, Délivrance, à l’occasion de l’exposition Mythiq 27 à l’Espace Cardin à Paris. Deux autres sculptures intitulées Pi et Triple Pi, des totems contemporains symbolisant le lien entre l’Homme et l’Univers, voient le jour en 2015.

### Design
En 2015, Yves Ullens réalise son premier mobilier design en édition limitée, une table basse appelée Destination. Chaque table est composée d’une photographie originale montée sur une structure en acier brossé dessinée par l’artisan ferronnier belge, Hughes d’Outremont. Ces tables ont été exposées à Uptown Design en 2015 à Bruxelles.
En 2019, l’artiste collabore avec le designer belge, Gauthier Poulain, pour la réalisation de d’une collection de mobiliers en série limitée : une sculpture-miroir murale l’Envol, un petit paravent Éole, ainsi que deux tables Corolle et Ellipse. Ces objets ont tous été créés à partir d’une photographie abstraite originale de l’artiste à partir de laquelle Gauthier Poulain s’est inspiré pour créer un objet d’art fonctionnel. Cet ensemble a été exposé à Uptown Design et Brussels Design September en 2019.

## Mouvement artistique: «The Borders»
En 2021, Yves Ullens annonce la création d’un mouvement artistique ayant pour objectif de rassembler des artistes. 
Les premiers artistes a rejoindre le mouvement The Borders sont Niko Luoma (Finlande), Luuk De Haan (Pays-Bas), Hanno Otten (Allemagne), Richard Caldicott (Angleterre) et Sebastiaan Knot (Pays-Bas).

## Expositions
Yves Ullens a exposé ses œuvres dans de nombreuses galeries.
Parallèlement aux expositions dans les galeries, ses œuvres sont également visibles sur les stands des foires d’art internationales : Art Paris, Zonamaco Mexico, Scope New York, Art Miami, Photo Shanghaï, Art London…
En 2012, la Galerie L’Indépendance de la Banque Internationale du Luxembourg lui consacre une rétrospective. Une exposition personnelle muséale, Tribute, lui a également été consacrée au Mark Rothko Art Centre à Daugavpils, en Lettonie, en 2017.

## Publications monographiques
- Yves Ullens. LikeAPainting, Bruxelles, texte de Julia Hountou, 2021.
- Yves Ullens. Recent Works, catalogue des expositions : Rasson Art Gallery (Tournai), Mark Hachem Gallery (Paris), Pascal Janssens (Gand), 2019.
- Yves Ullens. Urban Traces, catalogue d’exposition, Samuel Maenhoudt Gallery, Knokke, 2018.
- Yves Ullens. Urban Traces Projects, catalogue d’exposition, MM Gallery, Bruxelles, 2017.
- Yves Ullens. Scent of Abstract, livre d’artiste limitée à 100 exemplaires, Rossi Contemporary, Bruxelles, texte de Bernard Drion, 2015.
- Yves Ullens. Fascinating Lights, éditions B.I.L. (Banque Internationale à Luxembourg), Luxembourg, textes de François Pauly et Caroline Bouchard, 2012.
- Yves Ullens. Haute Couture & Just Ready to Wear, catalogue d’exposition, Smets Ellipse et Concept Store, Kirchberg & Strassen, texte de Christine De Naeyer, 2009.
- Yves Ullens. Full Colours, Alexia Goethe Gallery, Londres, texte de Christine De Naeyer, 2006.
- Christine De Naeyer, Yves Ullens de Schooten, éditions Rond-Point des Arts, collection Monographie d’artiste, Bruxelles, textes de Sophie Dauwe & Jean-Jacques Serol, , 2006.
- Water & Light Vibrations, éditions Ethnic Design, Miami, texte de Bernard Drion, 2003.
- Yves Ullens de Schooten. États de Lumières, catalogue d’exposition, Young Gallery, Bruxelles, texte de Bernard Drion, 2003.

## Collections
- Mark Rothko Centre, Daugavpils (Lettonie)
- Ambassades belges à Paris (France), Tokyo (Japon) et Kigali (Rwanda)
- HBC Global Art Collection, New York (USA)
- B.I.L., Banque Internationale à Luxembourg (Grand-Duché de Luxembourg)
- Banque du Luxembourg (Grand-Duché de Luxembourg)
- BKCP et Beobank, Bruxelles (Belgique)
- Degroof Petercam, Bruxelles (Belgique)
- Puilaetco Dewaay, Bruxelles (Belgique)
- Brederode (Belgique)
- Le Foyer Assurances, Leudelange (Grand-Duché de Luxembourg)
- RTL Belgium, Bruxelles (Belgique)
- Color Center, Strassen (Grand-Duché de Luxembourg)
- Maison Degand, Bruxelles (Belgique)
- Immocobel, Bruxelles (Belgique)
- McKinsey & Company, Bruxelles (Belgique)
- Pernod-Ricard Belux, Bruxelles (Belgique)
- Ice Watch (Belgique)

## Galerie photos

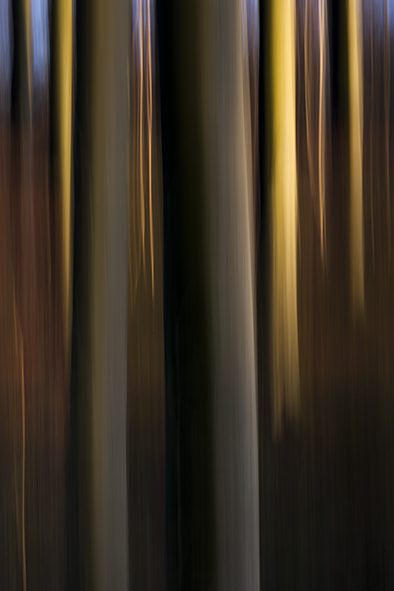
Pure Nature #1, Bruxelles (Belgique), 2008
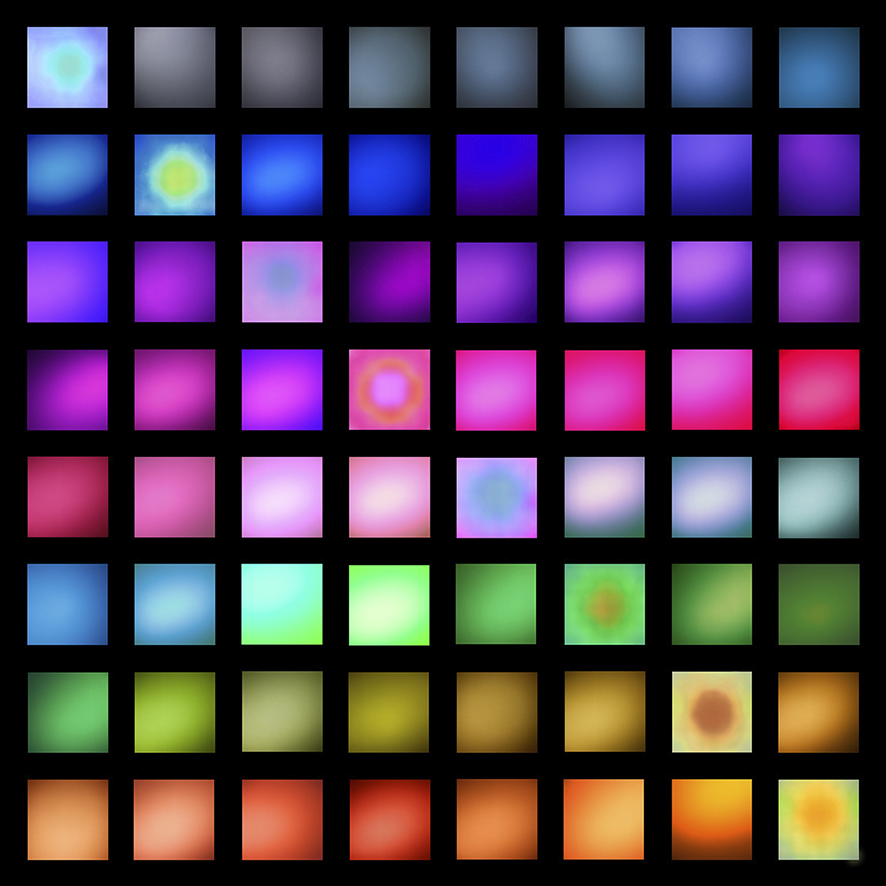
Coloured Constellation #1, Bruxelles (Belgique), 2009.
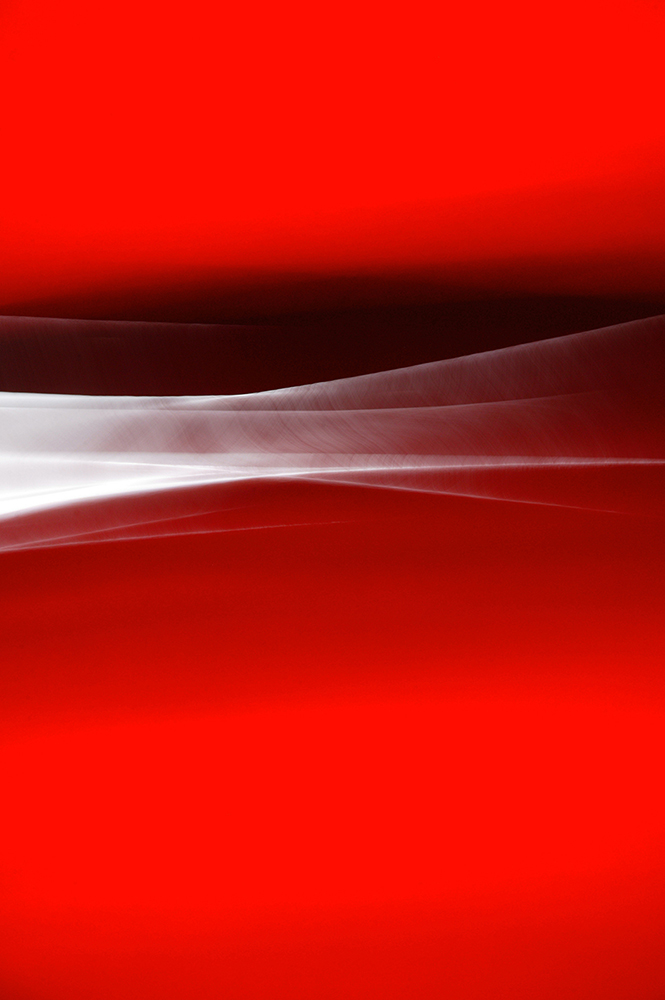
The Theatre of Lights #1, Knokke (Belgique), 2003.
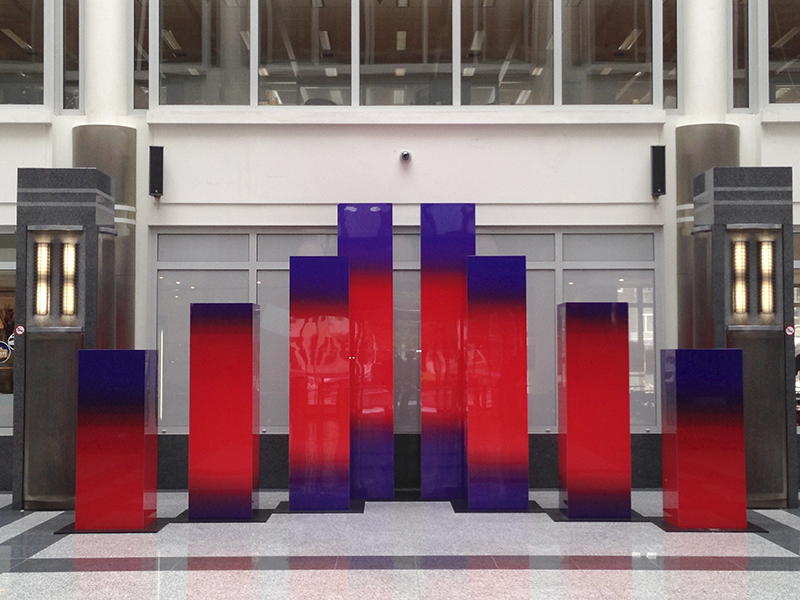
Crescend'O, Siège central BEOBANK, Bruxelles, 2013.
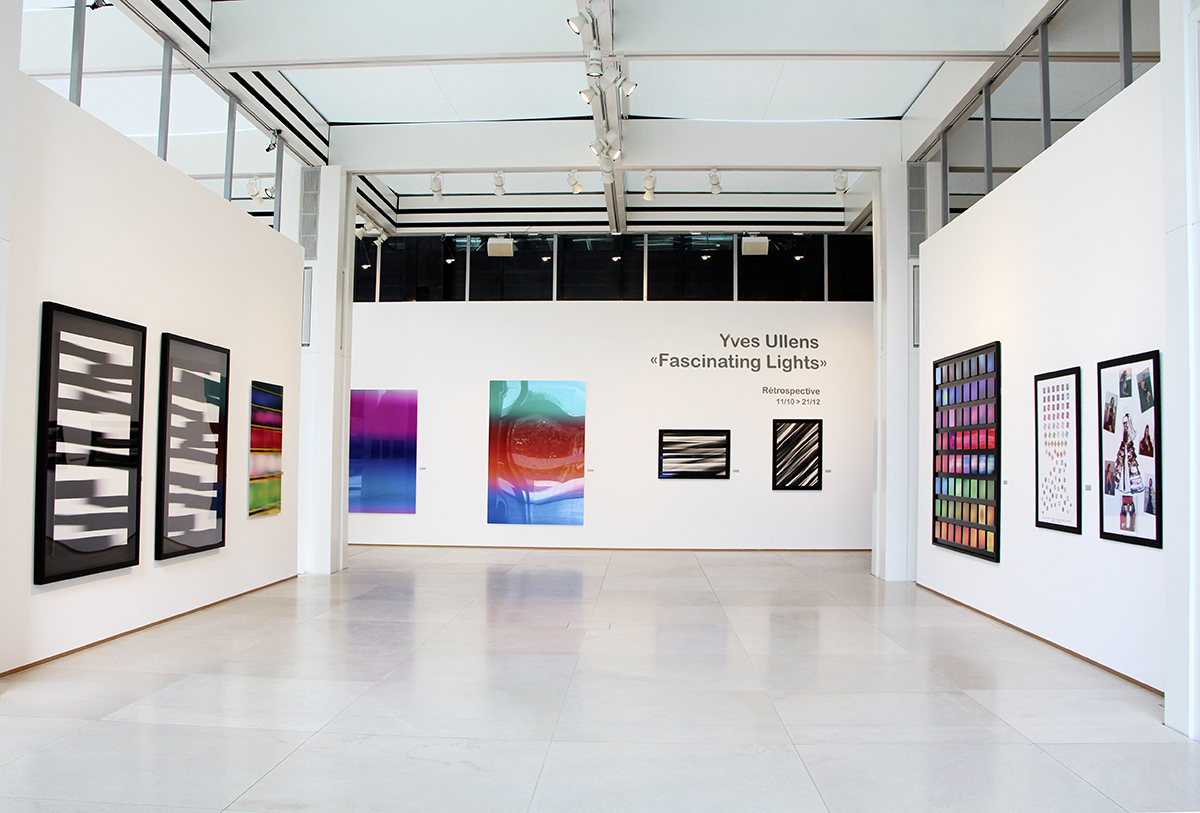
Fascinating Lights (rétrospective), BIL (Luxembourg), 2012.
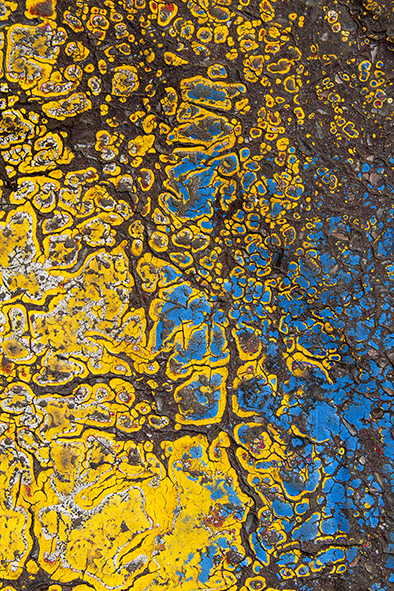
Urban Traces #50, Saint-Tropez (France), 2014.
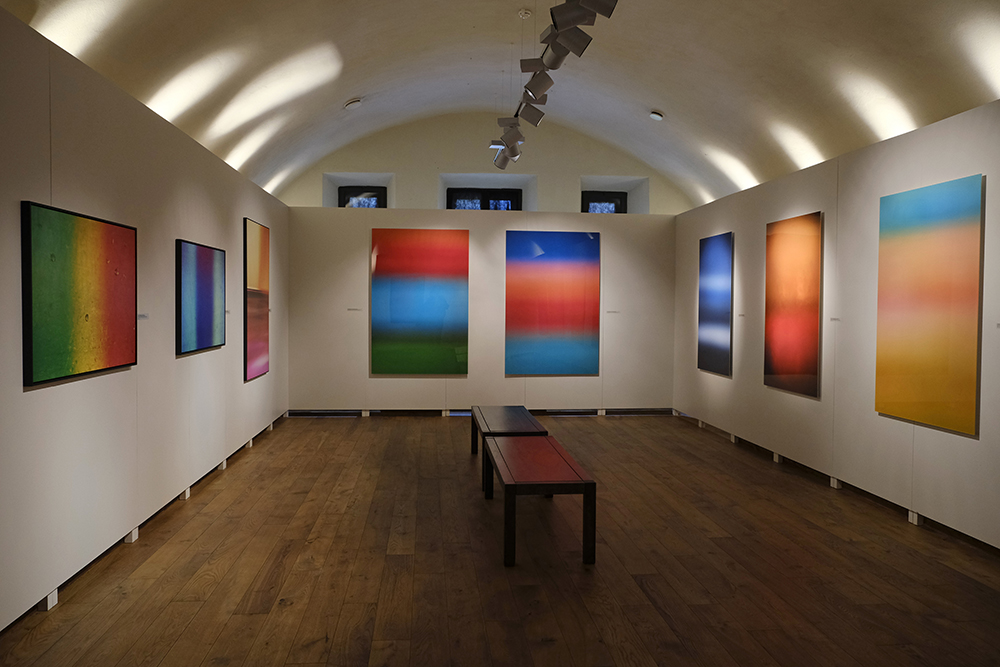
Tribute, Mark Rothko Art Centre, Daugavpils (Lettonie), 2017.
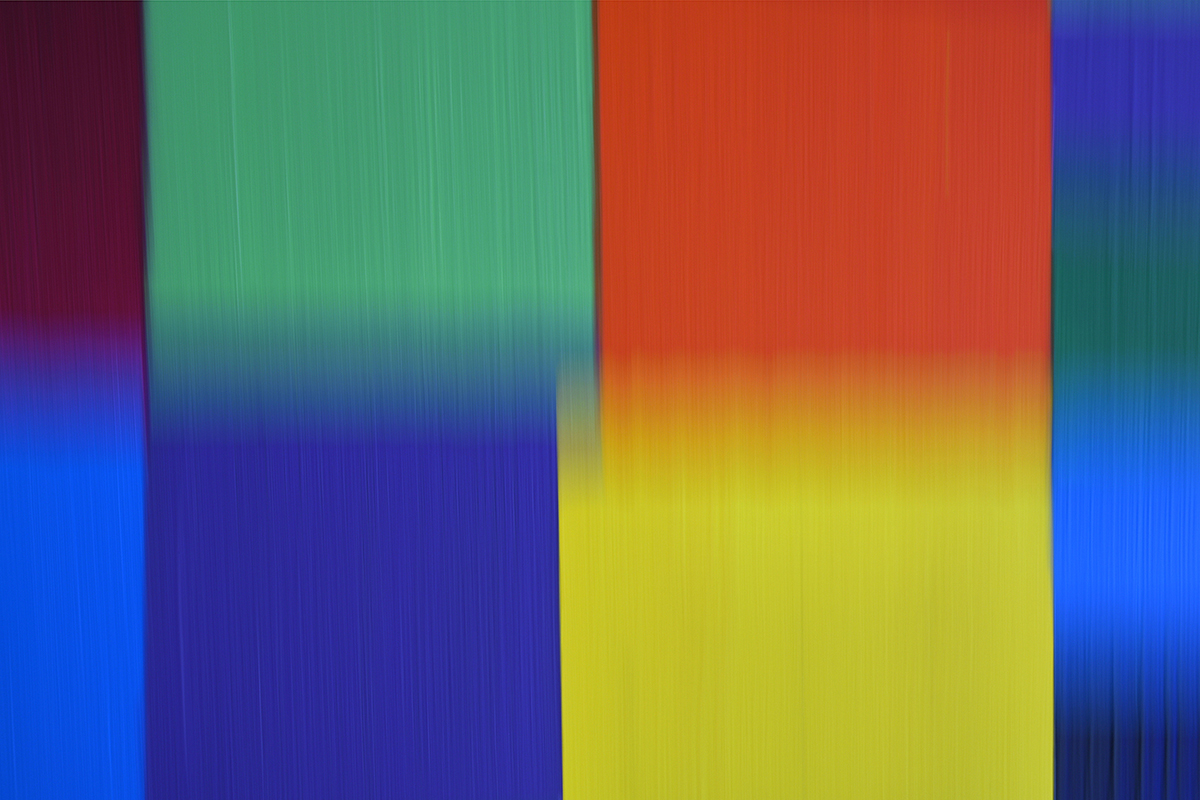
Matrix #05.05, Bruxelles (Belgique), 2020.